# SNブリュッセル航空

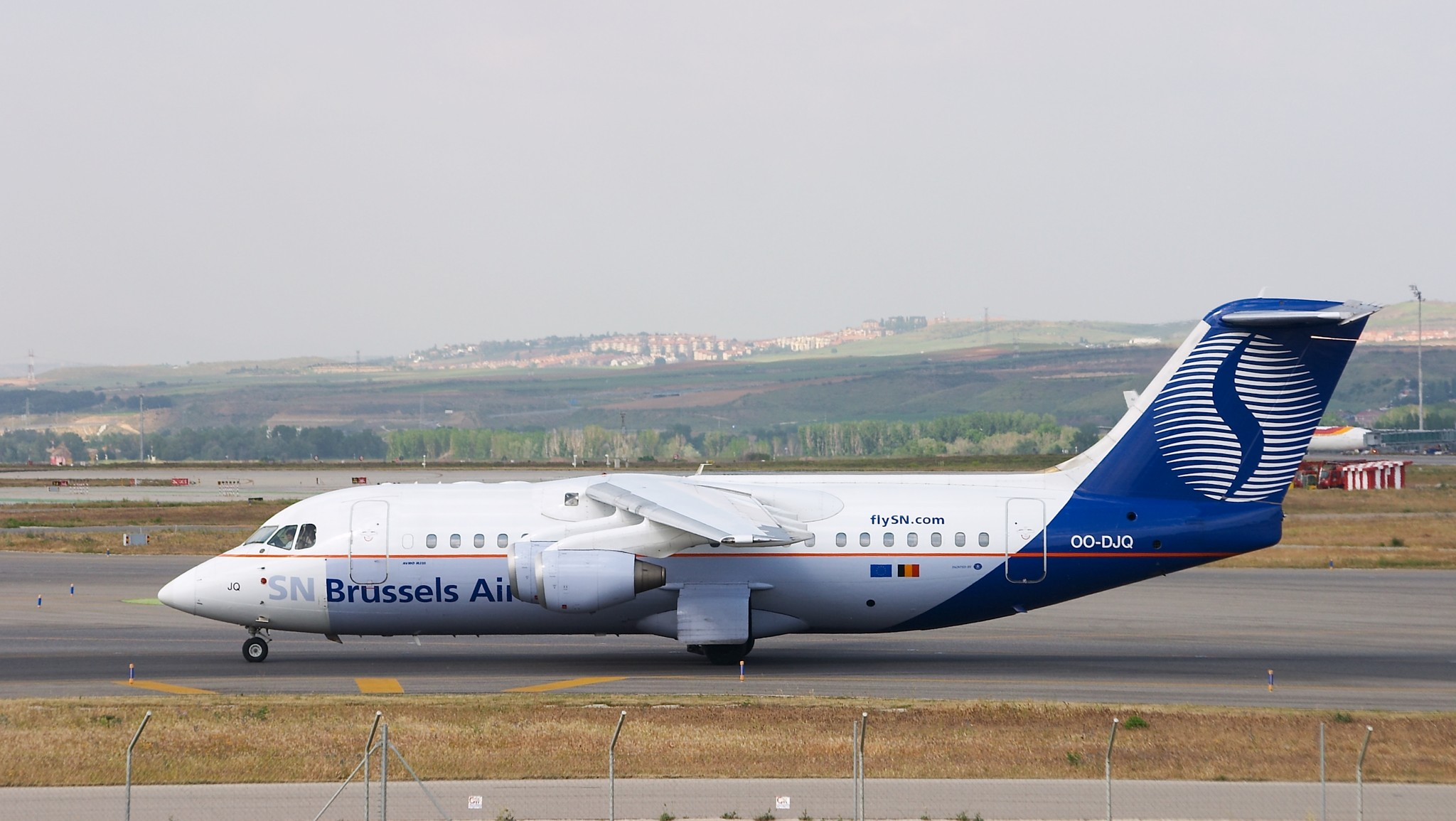
アブロRJ

SNブリュッセル航空はかつて存在していたベルギーの国営航空会社。2001年にサベナ・ベルギー航空が倒産したことを受けて設立され、サベナの路線・機材の一部を引き継いだ。本社はブリュッセル空港に置いていた。2006年11月7日にヴァージン・エキスプレスと合併し、ブリュッセル航空となった。
2002年、エティエンヌ・ダビニョンによりSNエアホールディングを設立。

## コードシェア契約
- アメリカン航空
- エティハド航空
- 海南航空
- ジェットエアウェイズ
- マルメ・アビエーション